# (3026) Sarastro
(3026) Sarastro es un asteroide perteneciente al cinturón de asteroides, descubierto el 12 de octubre de 1977 por Paul Wild desde el Observatorio de Berna-Zimmerwald, Berna, Suiza.

## Designación y nombre
Designado provisionalmente como 1977 TA1. Fue nombrado Sarastro en homenaje a un personaje de la ópera "La Flauta Mágica" de Mozart.